# جون إتش آدامز (عالم بيئة)
جون إتش آدامز (بالإنجليزية: John H. Adams)‏ هو عالم بيئة أمريكي، ولد في 1936.